# Bakoua
Pandanus sanderi
Espèce
Le Bakoua (Pandanus sanderi) est une espèce de plantes à fleurs de la famille des Pandanaceae. C'est un arbres de la Martinique. Ses feuilles séchées sont notamment utilisées en vannerie pour la fabrication d'un chapeau, désigné par le même nom.

## Le Bakoua et l'Homme
Par la technique du tressage puis par le montage d'un chapelier, la feuille du bakoua devient un chapeau ou une coiffe traditionnelle.
D'autres utilisations sont possibles pour cet arbre peu connu : ses fruits font de très bonnes confitures, ou sont utilisés en pâtisserie mais aussi pour fabriquer de la teinture. Autrefois, les matelas ou des pans de mur étaient confectionnés avec ce végétal.

## Systématique
Le nom correct complet (avec auteur) de ce taxon est Pandanus sanderi Sander ex Mast., 1898.
Ce taxon porte en français les noms vernaculaires ou normalisés suivants : baquais, vacouet.